# HD 169830
HD 169830，又名CD-2914965，SAO 186838、HR 6907，是一颗位於人馬座的黃-白矮星，视星等为5.92，位于銀經3.69，銀緯-8.47，其B1900.0坐标为赤經18h 21m 25.8s，赤緯-29° -8.47′ 37″。該恆星距離地球118.46光年，目前在該恆星旁已發現二顆系外行星。

## 恆星狀況
HD 169830的光譜類型是F9V，因此它的光球顏色是黃白色。它的自轉周期是9.5日，質量比太陽高40%，半徑比太陽大84%，因此其表面重力只有太陽的41%。

## 行星系統
2000年5月4日，日內瓦系外行星搜尋計劃宣布在該恆星旁發現質量是3倍木星質量的系外行星HD 169830 b，公轉周期226日。3年後的2003年6月30日，相同的團隊再以相同的方式發現質量是木星3.5倍的行星HD 169830 c，它和母恆星的距離相當於火星和木星軌道之間，或者是太陽系的小行星帶中間。
| 成員 (依恆星距離) | 质量     | 半長軸 (AU) | 轨道周期 (天) | 離心率      | 傾角 | 半径 |
| ----------------- | -------- | ----------- | ------------- | ----------- | ---- | ---- |
| b                 | >2.88 MJ | 0.81        | 225.62 ± 0.22 | 0.31 ± 0.01 | —    | —    |
| c                 | >4.04 MJ | 3.60        | 2102 ± 264    | 0.33 ± 0.02 | —    | —    |

## 外部連結
- . The Extrasolar Planets Encyclopaedia.   [2006-04-14]. （原始内容存档于2012-04-26）.
- John Whatmough. . Extrasolar Visions.   [2006-04-14]. （原始内容存档于2005-02-21）.
- Extrasolar Planet Interactions （页面存档备份，存于） by Rory Barnes & Richard Greenberg, Lunar and Planetary Lab, University of Arizona